# Leucon nudirhinus
Leucon nudirhinus is een zeekommasoort uit de familie van de Leuconidae. De wetenschappelijke naam van de soort is voor het eerst geldig gepubliceerd in 2005 door Muhlenhardt-Siegel.